# Fabio De Crignis
Fabio De Crignis, né le 7 avril 1968 à Chiesa in Valmalenco, dans la province de Sondrio, en Lombardie, est un ancien skieur alpin italien.

## Palmarès

### Coupe du Monde
- Meilleur classement final:  31e en 1996.
- Meilleur résultat: 3e.